# ジェームズ・セシル (第5代ソールズベリー伯爵)

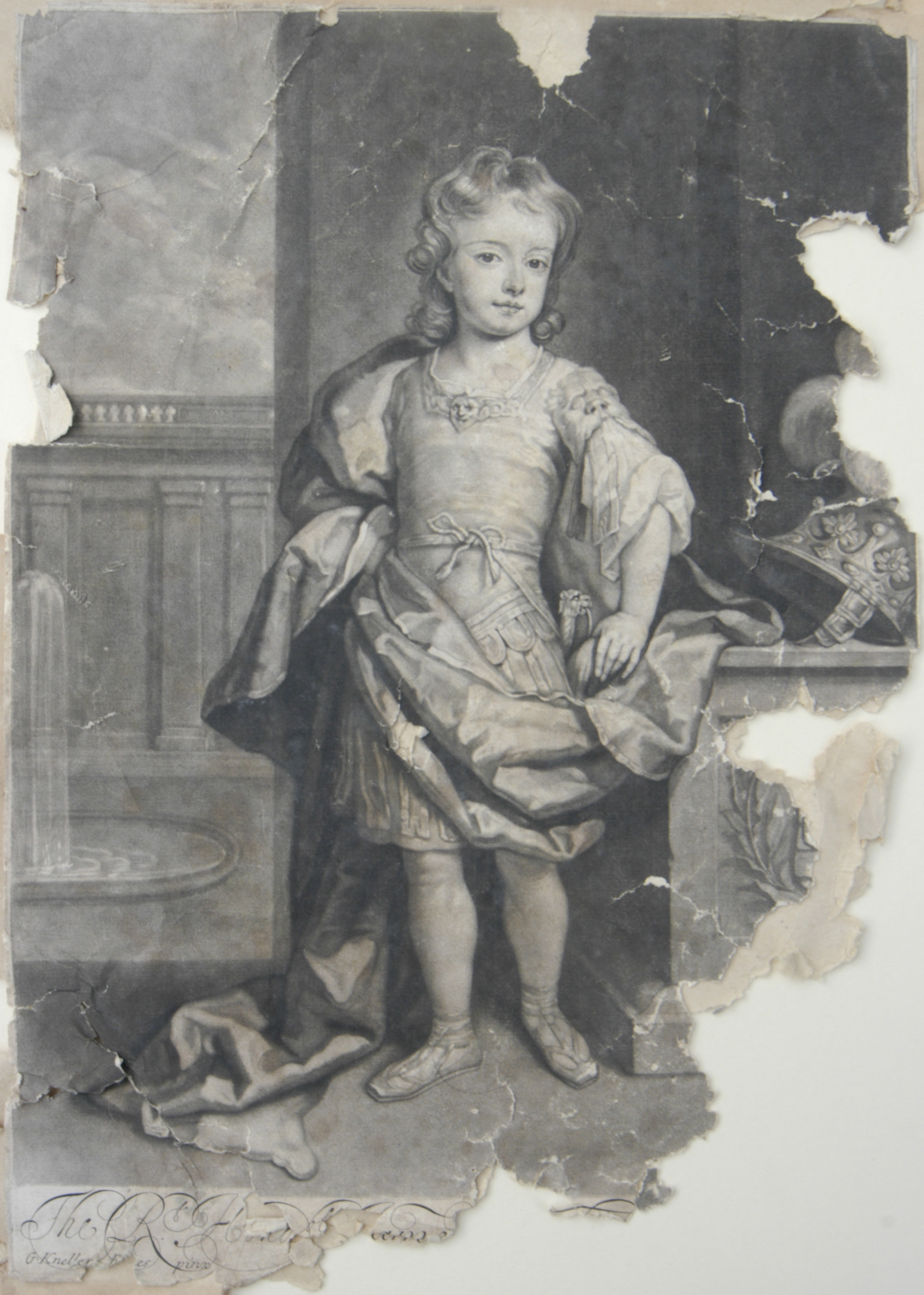
1695年/1696年の肖像画

第5代ソールズベリー伯爵ジェームズ・セシル（英語: James Cecil, 5th Earl of Salisbury、1691年6月8日 – 1728年10月9日）は、イギリスの貴族、政治家。1691年から1694年までクランボーン子爵の儀礼称号を使用した。

## 生涯
第4代ソールズベリー伯爵ジェームズ・セシルとフランシス・ベネット（Frances Bennet）の長男として、1691年6月8日に生まれた。1694年10月24日に父が死去すると、ソールズベリー伯爵の爵位を継承した。1705年6月8日にオックスフォード大学クライスト・チャーチに入学、1707年3月27日にM.A.の学位を修得した。
1712年6月19日に貴族院にはじめて登院、1712年から1714年までハートフォードシャー統監を務めた。また、1714年のジョージ1世戴冠式では聖エドワードの杖を持つ役割だった。
1728年10月9日に死去、ハットフィールドで埋葬された。息子ジェームズが爵位を継承した。

## 家族
1709年2月12日、アン・タフトン（1757年3月22日没、第6代サネット伯爵トマス・タフトンの娘）と結婚、1男3女をもうけた。
- ジェームズ（1713年 – 1780年） - 第6代ソールズベリー伯爵
- アン（1752年7月3日没） - ウィリアム・ストロード（William Strode）と結婚
- キャサリン（1752年8月16日没） - 第2代エグモント伯爵ジョン・パーシヴァル（英語版）と結婚
- マーガレット（1752年没） - 生涯未婚